# Ichneumon dilleri
Ichneumon dilleri là một loài tò vò trong họ Ichneumonidae.